# A lila zsiráf (Így jártam anyátokkal)
Az A lila zsiráf az Így jártam anyátokkal című televízió-sorozat első évadjának második része. Eredetileg 2005. szeptember 26-án mutatták be.
Ebben a részben Ted fondorlatos módon, bulit adva akar közelebb férkőzni Robinhoz, miközben Marshall egy egyetemi beadandót kellene, hogy megírjon.

## Cselekmény
|  | Alább a cselekmény részletei következnek! |

Miután Ted közli Robinnal, hogy szerelmes belé, eldönti, hogy kerüli a kapcsolatteremtést vele, azt a hamis látszatot adva, hogy túltette már magát rajta. Miután megtudja, hogy Lily találkozott Robinnal, (miután felismerte Robint a hírekben), és Lilytől megtudja, hogy Robin még érdeklődik iránta, rájön: még mindig szerelmes Robinba. Bár Robin nem akar komoly kapcsolatot, Ted eldönti, hogy megpróbálja, és úgy tesz, mintha "laza" lenne.
Miután megnézte a bejelentkezését a Metro News 1-on, elfut abba a boltba, ahonnan Robin tudósít (arról, hogy egy gyerek beragadt a játékgépbe, mert ki akart szabadítani egy lila zsiráfot), és elmondja neki, hogy szervez egy bulit. Az a terve, hogy amint Robin megérkezik, adja a lazát, majd felviszi őt a tetőre, aminek a romantikus hangulata magától is kialakítja a dolgokat. Ám Robin nem tud eljönni az este. Ted így egészen addig ismételgeti a bulikat, míg Robin nem tud eljönni, csak a harmadik nap. Robin véletlenül rájön, hogy Ted csak miatta rendezi a bulikat (mikor Marshall kiborul, hogy Ted leállhatna). Ted azzal fedezi magát, hogy csak be akarta mutatni Robint egy másik srácnak, Carlosnak. De egy kis idő után, míg Robin fölmegy a tetőre a sráccal, Ted rájön, hogy szembe kell néznie Robinnal, és el kell neki mondania az igazat, így próbálva megnyerni magának a lányt.
A tetőn Ted bevallja, hogy az egészet azért csinálta, hogy újra találkozhassanak. Robin elismeri, hogy tetszik neki Ted, de a tempót túl gyorsnak érzi: még alig ismerik egymást, és abból is úgy látszik, hogy mást akarnak az élettől. Ted megpróbálja "kikapcsolni" az érzéseit, ami nem sikerül, mert csókolóznak, viszont azt is megbeszélik, hogy maradnak csak barátok. Ezután csatlakoznak a többiekhez a bárban.
A folyamatosan ismételt bulik alatt Lilyn eluralkodik a szexuális vágy, amit a gyűrű az ujján csak növel. Ez gondot jelent Marshallnak, mert egy 25 oldalas dolgozatot kell beadnia az egyetemen. Miután a bulin poháralátétnek használják az egyik jogi könyvét, nagyon kiborul, de két sör a bárban a többiekkel megnöveli az önbizalmát. Megírja a dolgozatát, ami elég jól sikerül ahhoz képest, hogy egy este alatt írta meg.
Eközben Barney intézi a saját kapcsolatait. Miután találkozik az egyetlen lánnyal, aki senkit nem ismer a buliról (ez megszokott a városi bulikban), Barney őt is felszedi. Miután a lány a következő buliban is megjelenik, Barney úgy dönt, az a legjobb módja annak, hogy lerázza, ha követi Ted példáját: azt mondja neki, "azt hiszem beléd estem". Ennek ellenére a lány a harmadik bulin is feltűnik, és kiderül, hogy azzal a sráccal van, akinek Ted bemutatta Robint.

## Kontiniutás
- Ebben az epizódban Barney felszed egy csajt, akiről azt hiszi, soha többé nem látja. Mikor következő este is találkozik vele, azon gondolkozik, hogy mi a legjobb módja annak, hogy egy olyan lányt lerázzon, akit nemrég ismer. Ekkor azt mondja neki: "Azt hiszem, beléd estem". Ezzel utal arra, hogy Ted hogyan sült fel Robinnál az első epizódban. Ezt a negyedik évad végén úgy emlegetik: „megmosbyzni”.
- Barney először készít statisztikákat.

- Marshall először nevezi magát "kölyöknek".
- Robint frusztrálja, hogy amit csinál, az nem is igazi híradózás. Ez látható "Az ing visszatér", az "Élet a gorillák között", és az "Én szeretem New Jersey-t" című részekben is.
- Először látható, hogy Lily képtelen titkot tartani. Később az "Egy kis Minnesota", "Az ugrás" és "A bemutatkozó vacsora" című epizódokban történik ilyen. A többiek általában olyankor jönnek rá, hogy érdemes faggatózni valamiről, amikor egy konkrét témáról beszélnek, és Lily furcsa hangot ad ki.
- A befejező jelenet közvetlen folytatása az "Örökkön örökké" első epizódjának legeleje.

## Jövőbeli visszautalások
- Robin közli, hogy soha nem akar férjhez menni. "A tej" című részből az is kiderül, hogy gyerekeket sem akar, és végül ez a két dolog az, ami eltávolítja őt Tedtől.
- Robin "Az ing visszatér" és az "Élet a gorillák között" című részben is amiatt panaszkodik, hogy a munkája nem elég komoly. Az "Én szeretem New Jerseyt" című részben hagyja el végül a Metro News 1-t.
- Lily képtelen titkot tartani, ahogy több későbbi epizódban sem (pl. "Egy kis Minnesota", "Az ugrás", "A bemutatkozó vacsora")
- Marshall "Az ugrás" című részben azt javasolja Robinnak, hogy "mosbyzza meg" Barneyt.
- Az "Örökkön örökké" című epizód nyitójelenete ennek a résznek a közvetlen folytatása.

## Érdekességek
- Ebben a részben lecserélték a kanapét, amin még a legelső részben ültek Ted gyerekei.

## Vendégszereplők
- Beth Riesgraf – Carlos munkatársnője
- Jon Bernthal – Carlos
- Lindsay Schoneweis – képzeletbeli lány
- Jae Head – Leroy

## Zene
- Stephen Lang – Haven't We Met

## Fordítás
- Ez a szócikk részben vagy egészben  a   Purple Giraffe című angol Wikipédia-szócikk ezen változatának fordításán alapul.  Az eredeti cikk szerkesztőit annak laptörténete sorolja fel. Ez a jelzés csupán a megfogalmazás eredetét és a szerzői jogokat jelzi, nem szolgál a cikkben szereplő információk forrásmegjelöléseként.| - m - v - sz - Így jártam anyátokkal 1. évad következő »                                                                                                                                                                                                                                                                                                                                         | - m - v - sz - Így jártam anyátokkal 1. évad következő » |
| --- | -------------------------------------------------------- |
| - Az Így jártam anyátokkal epizódjainak listája |                                                          |
| - A kezdetek - A lila zsiráf - A szabadság édes íze - Az ing visszatér - Oké Király - Lotyós tök - A párkereső - A párbaj - A pulykával tömött pocak - Az ananász incidens - A limó - Az esküvő - Dobpergést kérek! - Hűha, nadrágot le! - A közös este - Cukorfalat - Élet a gorillák között - Kettő után semmi jó nem történik - Mary, az ügyvédbojtár - Életem legjobb bálja - A tej - Ne már |                                                          |